# Galatasaray SK (football)
Maillots
Actualités
La section football du Galatasaray Spor Kulübü, couramment appelé Galatasaray est un club turc implanté à Istanbul et évoluant en Trendyol SüperLig. Galatasaray fut fondé le 1er octobre 1905 par Ali Sami Yen et ses amis, des étudiants du lycée de Galatasaray, à Istanbul. Ses couleurs sont le rouge et le jaune, son symbole est le lion et son surnom Cimbom. Le club joue ses matchs à domicile au RAMS Global Stadyumu et s'entraîne au camp d'entraînement Metin Oktay, possession de Galatasaray.
Galatasaray est le club le plus titré de Turquie, il compte 25 titres de champion. Vainqueur à 19 reprises de la Coupe de Turquie et 17 fois de la Supercoupe de Turquie, le club a notamment brillé sur la scène internationale avec une victoire en Coupe UEFA et en Supercoupe de L'UEFA. C'est actuellement la seule équipe turque à avoir gagné des trophées européens.
Ces deux succès ont été acquis en 2000, l'apogée du club sous la présidence de Faruk Süren, et la direction de Fatih Terim, entraîneur emblématique de Galatasaray. Cette équipe emmenée par des stars comme Gheorghe Hagi ou Cláudio Taffarel a enchaîné quatre titres de champion de 1997 à 2000. Elle possédait également une génération turque talentueuse dont la plus connue est celle de Hakan Şükür. Cela a eu un effet radical sur l’excellente prestation de l'équipe turque à la Coupe du monde 2002
La rivalité historique entre les deux équipes stambouliotes de Galatasaray et Fenerbahçe fait du derby entre ces deux clubs l'un des plus tendus au monde.

## Histoire

### La création
L'idée de la création d'un club venait d'Ali Sami Yen. Galatasaray n'était alors qu'une équipe de football avant de devenir, au fil du temps, un club omnisports. C'est pendant le cours de Mehmet Ata Bey, au lycée Galatasaray, le 1er octobre 1905, qu'Ali Sami Yen propose de créer un club avec ses plus proches camarades : Asim Tevfik, Emin Bülent, Bekir Sıtkı, Reşat Şirvani, Celal İbrahim, Tahsin Nihat, Abidin Daver et Refik Cevdet Kalpakçıoğlu.
Quant au nom que devra porter le club, plusieurs suggestions sont proposées. Certains pensent à « Gloria » synonyme de gloire. D'autres à « Audace » pour souligner leur courage. Finalement, ils s'entendent sur le nom de leur lycée et créent le club de Galatasaray Terbiye-i Bedeniye.
Ali Sami Yen, qui devient le premier président de Galatasaray indique leur objectif : « Nous devons jouer en équipe comme les Britanniques, porter le nom d'un club associé à des couleurs distinguées et battre les équipes non turques. »

### 1905-1959: Avant la Süper Lig
Galatasaray fut le premier club de football turc, lorsqu'on prend en considération les équipes qui existent encore aujourd'hui. En effet, fondé en 1903, Beşiktaş JK, n'a instauré sa section de football qu'en 1911. L'équipe joue le premier match de son histoire contre l'école Faure de Kadıköy et remporte la partie sur le score de 2-0. Le club participe au Championnat de football d'Istanbul (en) à partir de la saison 1905-1906 et le gagne lors de la saison 1907-1908. Galatasaray devient alors un exemple pour la création d'autres clubs dans le pays. Le 11 septembre 1911, lors d'un match contre l'équipe austro-hongroise de la ville de Klojvar, Galatasaray joue le premier match d'une équipe turque à l'étranger.
La première organisation sportive turque, l'Alliance des associations d'entraînement turques (tr), fut également fondée par Ali Sami Yen. Elle a été créée en 1923 sous le nom de « Futbol Heyet-i Müttehidesi » lors d'une réunion tenue dans la salle des appartements Letafet à Şehzadebaşı (en) sous la présidence de Yusuf Ziya Öniş, qui deviendra plus tard également le président de Galatasaray,.
Avant l'ère professionnelle, Galatasaray joue de nombreux matchs du Championnat de football d'Istanbul (en), du Championnat de football du vendredi (en) ou encore du Championnat de football du dimanche (tr) et gagne plusieurs titres, étant concurrencé par Fenerbahçe, Beşiktaş, Moda (en) ou l'équipe d'Altınordu İdman Yurdu (en).
L'un des trophées les plus prestigieux remportés en cette période est le Buste Gazi. C'est la première et seule coupe organisée au nom de Mustafa Kemal Atatürk, fondateur de la République de Turquie, sous son vivant. Galatasaray bat Fenerbahçe 4-0 au Stade de Taksim (en) en 1928. Le buste est actuellement au musée de Galatasaray et il est utilisé une fois par an, le 10 novembre pour les cérémonies de commémoration.
À la suite d'un débat entre amateurisme-professionnalisme au sin des membres du Galatasaray SK en 1933, le groupe en faveur d'un club plus professionnel décide dès lors de quitter le club et fonde le Güneş SK (en),. Grâce à son pouvoir financier et politique, le nouveau club a pu attirer les meilleurs joueurs du Galatasaray SK et le déclin des sangs et ors débute alors. L'équipe ne parvient pas à remporter le championnat d'Istanbul entre 1932 et 1949. Galatasaray remporte le Istanbul Shield (en) en 1933 et la division nationale (en) en 1939,.
En 1952, le Championnat de football d'Istanbul (en) devient un championnat professionnel. La Coupe des clubs champions européens débute lors de la saison 1955-1956, mais la première division turque à l'échelle nationale ne voit le jour qu'en 1959. Le Championnat professionnel d'Istanbul étant alors la compétition la plus préstigieuse de Turquie, Galatasaray, vainqueur du championnat à l'issue de la saison 1955-1956, participe à l'édition 1956-1957 de la Coupe des clubs champions européens. Pour son premier match en compétition européenne, Galatasaray s'incline 3-1 face au Dinamo Bucarest à Bucarest au match aller, mais parvient à s'imposer 2-1 à Istanbul au match retour. Bien que le club soit éliminé de la compétition, il s'agit d'une participation historique. En effet, Galatasaray est devenu le premier club turc à jouer dans une compétition organisée par l'UEFA, le premier club turc à marquer un but dans une compétition de l'UEFA et le premier club turc à gagner un match dans une compétition de l'UEFA. En 1957, après le départ de Gündüz Kılıç, George Dick (en) prend la tête de Galatasaray et le club remporte son quinzième et dernier titre du championnat de football d'Istanbul en 1958.

### 1959-1973: professionnalisme et premiers titres
Le 21 février 1959, la 1.Futbol Ligi est instaurée. Seules les équipes basées à Istanbul, Ankara et Izmir furent autorisées à participer à la première édition professionnelle. Seize équipes y prenaient place, réparties dans deux groupes : le groupe Blanc et le groupe Rouge. Galatasaray termine alors premier du groupe Rouge avec sept victoires et six nuls. Les hommes de Leandro Remondini affrontent alors le leader du groupe Blanc, Fenerbahçe, afin de déterminer le futur champion. Malgré une victoire 1 à 0 à l'aller, avec un but de Metin Oktay, ils s'inclinent sur le score sans appel de 4-0 au retour et laissent le premier titre de champion de Turquie au rival. Cette saison, Metin Oktay fut néanmoins le premier meilleur buteur du championnat avec 13 buts. La saison suivante, Galatasaray termine troisième de son groupe et Metin Oktay devient, pour la seconde fois consécutive, meilleur buteur avec 33 buts au compteur. Lors de la saison 1960-1961, l'équipe remporte 27 de ses 38 matchs avec 6 nuls et 5 défaites. Malgré cette belle performance, ils se contenteront d'une seconde place, à un point seulement du leader, Fenerbahçe. En 1961, Gündüz Kılıç, ancien joueur du club, est nommé entraîneur de l'équipe. Le 10 juillet 1961, Metin Oktay rejoint Palerme, fraîchement promu alors en Serie A, contre 675 000 lires turques, dont 300 000 furent payées à Galatasaray, pour deux saisons. Cela fait de Metin Oktay, après Şükrü Gülesin, Bülent Esel, Bülent Eken et Lefter Küçükandonyadis le cinquième footballeur turc à évoluer en Italie.
Lors du championnat de Turquie 1961-1962, le club remporte pour la première fois le titre depuis l'instauration du professionnalisme en Turquie en 1959. Cela permet au club de participer à la coupe des clubs champions européen pour la deuxième fois de son histoire, après la participation de 1956. Lors de l'été 1962, Metin Oktay revient au club. Lors de la saison 1962-1963, sur la scène européenne, le club se hisse jusqu'en quarts de finale de la coupe des clubs champions en éliminant successivement le Dinamo Bucarest et le Polonia Bytom. Le club est toutefois éliminé par le Milan AC. Au niveau du championnat, le club remporte le groupe rouge et devient aussi une nouvelle fois champion de Turquie.
Lors de la saison 1963-1964, bien que le club termine le championnat à la troisième position, il remporte néanmoins pour la première fois de son histoire la Coupe de Turquie.
Le 9 septembre 1964, le club dispute ses premières rencontres en coupe des coupes à l'occasion de la double confrontation face au FC Magdebourg. Après que les deux rencontres se soient soldées sur un score identique de un partout, une troisième rencontre fut alors disputée sur terrain neutre à Vienne. Durant ce match, le score fut à nouveau de un partout, et il fallut recourir à un tirage au sort, qui donna Galatasaray vainqueur. Au niveau du championnat, le club termine à la troisième position mais gagne encore une fois la coupe de Turquie et est éliminé au premier tour de la coupe des coupes 1965-1966 par le FC Sion,,. Quant au championnat, le club finit vice-champion juste derrière Beşiktaş et remporte une nouvelle fois la coupe de Turquie,. Lors de la saison 1966-1967, en coupe des coupes, le club est encore une fois éliminé au premier tour, cette fois par le Rapid Vienne. En championnat, le club termine troisième et à la fin de la saison, Gündüz Kılıç est remplacé par Bülent Eken. Lors de la saison suivante le club finit encore troisième du championnat.
Lors de la saison 1968-1969, alors en pleine reconstruction, le Yougoslave Tomislav Kaloperović (en) arrive aux commandes du club. À l'issue de la saison, après une lutte acharnée avec Eskişehir, les sangs et ors remportent le championnat de Turquie. Cette saison vit aussi la retraite du meilleur buteur du club, le légendaire numéro 10 de l'époque, Metin Oktay, qui finit pour la sixième fois meilleur buteur du championnat.
Lors de la saison suivante, en coupe des clubs champions le club élimine successivement la formation irlandaise du Waterford AFC et le Spartak Trnava, avant d'être éliminé en quart de finale par le Legia Varsovie. En championnat le club termine à la huitième place du classement.
Au début de la saison 1970-1971 Brian Birch (en) prend les commandes du club. Sous son mandat les sangs et ors vont asseoir leur domination sur le championnat. Lors de sa première saison Galatasaray va remporter le championnat avec 17 victoires, 8 nuls et 5 défaites. La saison suivante le club est éliminé en seizième de final de la coupe des clubs champions par le champion d'URSS le CSKA Moscou. Galatasaray finit encore une fois champion avec le même bilan comptable que la saison précédente. Lors de la saison 1972-1973, le club remporte un troisième titre de champion avec 19 victoires, 9 matchs nuls et 2 défaites. Le club est alors la première équipe à remporter trois championnats d'affilée. En coupe des clubs champions le club est éliminé par le Bayern Munich.

### 1973-1987: Années sans championnats
Lors de la saison 1973-1974, en Coupe des clubs champions, Galatasaray fut opposé au champion d'Espagne, l'Atlético de Madrid, au premier tour. Les deux matchs se sont soldés sur le scores identique de 0-0 à l'issue du temps réglementaire, mais l'équipe est éliminée après avoir concédé un but en prolongation lors du match retour à domicile, s'inclinnant ainsi 1-0. En championnat, Galatasaray a récolté 35 points et a terminé à la 5e place.
Avant le début de la saison 1974-1975, Fatih Terim, alors un des jeunes joueurs important d'Adana Demirspor et de l'équipe nationale arrive au club.

## Palmarès
| Compétitions nationales | Compétitions internationales |
| - Championnat de Turquie (25) Champion : 1962, 1963, 1969, 1971, 1972, 1973, 1987, 1988, 1993, 1994, 1997, 1998, 1999, 2000, 2002, 2006, 2008, 2012, 2013, 2015, 2018, 2019, 2023, 2024 et 2025 (record) Vice-champion : 1959, 1961, 1966, 1975, 1979, 1986, 1991, 2001, 2003, 2014, 2021 - Coupe de Turquie (19) Vainqueur : 1963, 1964, 1965, 1966, 1973, 1976, 1982, 1985, 1991, 1993, 1996, 1999, 2000, 2005, 2014, 2015, 2016, 2019, 2025 (record) Finaliste : 1969, 1980, 1994, 1995, 1998 - Supercoupe de Turquie (17) Vainqueur : 1966, 1969, 1972, 1982, 1987, 1988, 1991, 1993, 1996, 1997, 2008, 2012, 2013, 2015, 2016, 2019, 2023 (record) Finaliste : 1971, 1973, 1976, 1985, 1994, 1998, 2006, 2014, 2018, 2024 | - Ligue des champions Meilleure performance : Demi-finaliste - 1989 - Coupe UEFA (1) Vainqueur : 2000 - Supercoupe de l'UEFA (1) Vainqueur : 2000 - Coupe des vainqueurs de coupes Meilleure performance : Quart de finaliste - 1992 |
| Compétitions nationales disparues | Tournois saisonniers |
| - Coupe du Président de la République (10) Vainqueur : 1966, 1969, 1972, 1982, 1987, 1988, 1991, 1993, 1996, 1997 Finaliste : 1971, 1973, 1976, 1985, 1994, 1998 - Coupe du Premier ministre Turc (5) Vainqueur : 1975, 1979, 1986, 1990, 1995 Finaliste : 1980, 1989 - Ligue de football d'Istanbul (15) Vainqueur : 1909, 1910, 1911, 1915, 1916, 1922, 1925, 1926, 1927, 1929, 1931, 1949, 1955, 1956, 1958 - Coupe d'Istanbul (2) Vainqueur : 1942, 1943 | |

- Emirates Cup (1)
  - Vainqueur : 2013.

|}

## Parcours européen
Galatasaray est connu pour être le meilleur club turc en Coupe d'Europe. En 1999-2000 l'équipe a remporté la Coupe UEFA contre Arsenal et la Supercoupe UEFA contre le Real Madrid.
Bilan général : 21/10/21
| Organisation        | Participation | Matchs | Victoire | Nul | Défaite | Marqué | Encaissé |
| ------------------- | ------------- | ------ | -------- | --- | ------- | ------ | -------- |
| Ligue des champions | 26            | 165    | 54       | 41  | 70      | 203    | 249      |
| Coupe de l'UEFA     | 15            | 78     | 31       | 25  | 22      | 121    | 97       |
| Coupe des Coupes    | 8             | 32     | 12       | 7   | 13      | 42     | 55       |
| Supercoupe d'Europe | 1             | 1      | 1        | 0   | 0       | 2      | 1        |
| Domicile            | -             | 134    | 66       | 39  | 29      | 219    | 152      |
| Extérieur           | -             | 142    | 32       | 34  | 76      | 149    | 250      |
| TOTAL               | 50            | 276    | 98       | 73  | 105     | 368    | 402      |

Coupe de l'UEFA :
Galatasaray a remporté la Coupe de l'UEFA le 17 mai 2000 à Copenhague en battant Arsenal 4-1 aux tirs au but sur un match qui s'est terminé 0-0 après prolongation. C'est le premier et le seul club turc qui a remporté la Coupe de l'UEFA.
Lors de la saison 1999/00, Galatasaray est qualifié pour la Ligue des Champions. Les Turcs tombent dans le groupe H avec Chelsea, le Hertha BSC et le Milan AC. Le premier match se termine sur un score nul (2-2) face au Hertha BSC, à Istanbul. Galatasaray enchaîne par la suite trois défaites consécutives face au Milan AC (2-1) puis face à Chelsea (1-0) (5-0). Les hommes de Fatih Terim gagneront ensuite face au Hertha BSC (4-1) puis face au Milan AC (3-2). Troisième avec 7 points devant le Milan AC qui en a 6, le club turc descend en Coupe UEFA. En seizièmes de finale, les Stambouliotes affrontent Bologne et obtiennent le nul 1-1 à l'aller. Au retour, à Istanbul, le club turc gagne 2-1 et atteint le tour suivant où il rencontrera le Borussia Dortmund. En Allemagne, les Turcs s'imposent sur le score de 2-0 et prennent une option pour les quarts. Au retour, les deux clubs se quittent sur un score nul 0-0 et Galatasaray atteint les quarts de finale et s'opposera à Majorque. Le premier match joué en Espagne est gagné facilement par les Turcs 4-1 qui rentrent à Istanbul avec une large avance où ils ne se feront pas prier pour gagner 2-1. Galatasaray atteint les demi-finales de la compétition et affrontera le club anglais de Leeds United. Comme face au Borussia Dortmund, les Turcs gagnent 2-0 à l'aller et sont tout proche de leur première finale européenne. Galatasaray obtiendra le nul 2-2 au retour pour pouvoir jouer la finale au Parken de Copenhague face à Arsenal.
Lors de la finale, les 90 premières minutes se terminent sur un score nul de 0-0 et les deux clubs espèrent se départager durant les prolongations qui commencent pourtant très mal pour les Turcs car leur maître à jouer, Gheorghe Hagi, est expulsé dès la 93e minute. Bien que réduits à dix, les hommes de Fatih Terim jouent très bien les prolongations. Cependant, aucune des deux équipes ne marque le moindre but et c'est aux tirs au but que Galatasaray triomphera. Le premier tir pour Galatasaray est transformé par Ergün Penbe avant que Davor Šuker rate le sien pour les Anglais. Ensuite, Hakan Şükür et Ümit Davala marquent pour les Turcs et Ray Parlour pour les Gunners. Le score étant alors de 3 à 1 pour Galatasaray, le Français Patrick Vieira rate son tir, qui heurte la barre. Le dernier tir au but, transformé par Gheorghe Popescu, donne la victoire à Galatasaray. C'est le premier trophée européen pour un club turc.
L'équipe qui bat Arsenal, lors de la finale :
- Les Turcs Hakan Şükür, Arif Erdem, Ümit Davala, Okan Buruk, Suat Kaya, Ergün Penbe, et Bülent Korkmaz
- Les Roumains Gheorghe Hagi et Gheorghe Popescu
- Les Brésiliens Cláudio Taffarel et Capone.

Supercoupe de l'UEFA: 
Galatasaray devient la première et la seule équipe de Turquie à remporter la Supercoupe de l'UEFA face au Real Madrid, grâce à un doublé de Mário Jardel, qui marque le but en or durant la prolongation.

## Infrastructures

### Stade
Galatasaray jouait en 1921 au stade de Taksim, partagé avec un autre club d'Istanbul, le Beşiktaş. Le stade de Taksim fut détruit en 1939.
En 1943, Galatasaray jouera dans son nouveau stade : le stade Ali Sami Yen. Le stade fut inauguré le 14 décembre 1964, lors du match amical opposant la Turquie à la Bulgarie. Le terrain du stade a été loué au club pour une durée de 49 ans. La taille du terrain est de 105 m x 65 m. Galatasaray a accueilli de nombreux clubs européens tels que le Real Madrid, Manchester United, la Juventus, le FC Barcelone, le Milan AC, le Borussia Dortmund, etc. Malgré sa faible capacité de 25 000 places, une ambiance énorme règne dans ce stade, ce qui lui valut le surnom d' « Ali Sami Yen Hell » (l'enfer d'Ali Sami Yen). Le stade fut détruit en 2011, à la suite de l'ouverture du nouveau stade, la Nef Stadium.
En janvier 2011, le club commence à évoluer dans le nouveau stade Nef Stadium. Le stade fut inauguré le 15 janvier 2011, lors d'un match amical opposant le Galatasaray à l'Ajax. Le stade a une capacité de 52 000 places. Le premier match officiel se jouera en championnat, contre Sivasspor, match que Galatasaray remportera 1-0. Ce sera la première victoire et le premier but inscrit dans ce stade par Servet Çetin. Le premier match européen se jouera contre le SC Braga, défaite 2-0. Le premier but en coupe d'Europe sera inscrit par Burak Yılmaz contre le CFR Cluj, 1-1. La première victoire en coupe d'Europe sera contre le club mythique anglais de Manchester United, avec une victoire 1 à 0.

### Centre d'entraînement
Situé sur un terrain de 80 hectares dans le quartier de Florya, le complexe Metin Oktay porte le nom du footballeur emblématique. Il comporte l'immeuble administratif du club, un camp d'entraînement, quatre terrains de football, une salle de sport, plusieurs terrains pour les jeunes du centre de formation, l'école de football de Galatasaray SK, un hôpital, des restaurants et un gymnase pour les équipes de basket-ball et de volley-ball.
Le terrain a été acheté sous la présidence de Suphi Batur. Les installations ont été construites et inaugurées sous la présidence du Professeur Ali Uras. Elles ont été améliorées et agrandies sous les présidences d’Ali Tanrıyar et d’Alp Yalman.

### Le centre de formation
Pendant la saison 2002-2003, l'équipe de Galatasaray SK des moins de 14 ans a été championne d'Europe. Il a été rénové et a ouvert ses portes sous la présidence de Faruk Süren.

#### La devise du centre de formation
« 
Être lié aux mœurs et coutumes de Galatasaray SK, avoir un esprit créatif, avoir une haute compréhension du jeu tactique, être combatif, motivé, rapide, fort physiquement et mentalement, et avant tout avoir un esprit fair-play tout en respectant l'adversaire, l'arbitre, et les supporters. »

#### Beylerbeyi SK
Le Beylerbeyi SK est un club filial de Galatasaray SK, le club évolue en TFF 3. Lig (Niveau 4e division). L'équipe de Galatasaray SK prête ses jeunes joueurs à Beylerbeyi SK pour qu'ils puissent acquérir de l'expérience, les joueurs qui auront acquis une bonne expérience et un bon niveau de jeu seront intégrés à l'équipe professionnelle de Galatasaray SK. À ce jour aucun joueur n'a atteint les objectifs fixés par Galatasaray SK. Mais le contrat de partenariat entre ces deux clubs n'a pris effet qu'à partir de la saison 2008-2009.

## La chaîne du club, Galatasaray TV
La chaîne de télévision Galatasaray TV (GSTV), est la chaîne sportive du club omnisports de Galatasaray SK. Elle est diffusée par le bouquet Digiturk. Elle a débuté par des émissions de tests le 15 janvier 2006. Le 18 janvier 2006, elle passe à sa vraie diffusion d'émissions 24h/24. La chaîne diffuse uniquement les infos du club de Galatasaray SK, principalement le football, mais aussi le basket-ball, le volley-ball et tous les sports pratiqués par le club omnisports de Galatasaray SK.
La chaîne diffuse souvent des reportages réalisés avec les joueurs, les anciens matchs de football européens et de championnat de Turquie de Galatasaray SK, entre autres, elle diffuse en direct les matchs de l'équipe des jeunes de Galatasaray SK PAF, les matchs de basket-ball et volley-ball féminin et masculin.
Mais depuis juin 2009, elle n'est plus diffusée par satellite, par D-Smart ou par le groupe Dogan car elle a été rachetée par Digiturk en juin 2009 en raison de l'économie du club. Depuis lors, la chaîne de Galatasaray TV est payante car elle est dans le bouquet Digiturk. (30 € par mois sont nécessaires pour s'offrir les chaînes Digiturk (dont GSTV), mais aussi sur iTunes pour iPhone ou Ipad ou bien sur Ipod.
Les studios de Galatasaray TV se situent dans Digiturk, mais la chaîne possède aussi des studios dans le camp d'entraînement de Galatasaray SK à Florya, et aussi au stade Türk Telekom Arena.
Le studio qui est situé à Florya permet de diffuser les entraînements de l'équipe de football en direct. La construction du studio au camp d'entraînement de Florya a été offerte par l'association GSIAD (l'Association des Hommes d'Affaires de Galatasaray). Le studio situé au stade Türk Telekom Arena permet de réaliser des reportages avant et après les matchs de football, mais ne permet pas la diffusion en direct des matchs car les droits TV sont la propriété de Digiturk.

### Diffusion
- Galatasaray TV n'est plus diffusé par satellite en raison du rachat de Digiturk
- Galatasaray TV par le bouquet Digiturk : Canal 75
- Galatasaray TV par le câble : Digiturk
- Galatasaray TV par Internet
- Digital : W Series|Eutelsat W3A located 7° East, 11 492 V 30000 3/4 SID :1504 VPID: 2103 APID: 2203 PCRPID:2103
- iPhone, iPod Touch & iPad, Galatasaray TV Application

## Joueurs et personnalités du club

### Joueurs emblématiques

#### Joueurs les plus capés
| Nom              | Années                          | Matches |
| ---------------- | ------------------------------- | ------- |
| Turgay Şeren     | 1947–1967                       | 631     |
| Bülent Korkmaz   | 1984–2005                       | 630     |
| Fernando Muslera | 2011–2025                       | 551     |
| Hakan Şükür      | 1992–1995, 1995–2000, 2003–2008 | 549     |
| Cüneyt Tanman    | 1973–1991                       | 535     |
| Sabri Sarıoğlu   | 2001–2017                       | 501     |
| Arif Erdem       | 1991–2000, 2001–2005            | 498     |
| Ergün Penbe      | 1994–2007                       | 438     |
| Fatih Terim      | 1974–1985                       | 434     |

#### Meilleurs buteurs
| Nom                | Années                          | Buts |             |                      |     |
| ------------------ | ------------------------------- | ---- | ----------- | -------------------- | --- |
| Nom                | Années                          | Buts | Metin Oktay | 1955-1961, 1962-1969 | 388 |
| Hakan Şükür        | 1992–1995, 1995–2000, 2003–2008 | 292  |             |                      |     |
| Gündüz Kılıç       | 1935–1952                       | 150  |             |                      |     |
| Tanju Çolak        | 1987–1991                       | 145  |             |                      |     |
| Gökmen Özdenak     | 1967–1980                       | 141  |             |                      |     |
| Arif Erdem         | 1991–2000, 2001–2005            | 138  |             |                      |     |
| Suat Mamat         | 1952–1963                       | 99   |             |                      |     |
| Ümit Karan         | 2001–2009                       | 97   |             |                      |     |
| Ayhan Elmastaşoğlu | 1960–1972                       | 82   |             |                      |     |
| Burak Yılmaz       | 2012–2016                       | 82   |             |                      |     |

### Effectif professionnel actuel
Le premier tableau liste l'effectif professionnel du Galatasaray SK pour la saison 2025-2026. Le second recense les prêts effectués par le club lors de cette même saison.
En grisé, les sélections de joueurs internationaux chez les jeunes mais n'ayant jamais été appelés aux échelons supérieurs une fois l'âge-limite dépassé ou les joueurs ayant pris leur retraite internationale.

### Les entraîneurs
| Date                   | Nom                                        | Pays                 |
| ---------------------- | ------------------------------------------ | -------------------- |
| 1905-1906              | Boris Nikolov (entraîneur/joueur)          | Bulgarie             |
| 1907-1907              | Emin Bülent Serdaroğlu (entraîneur/joueur) | Turquie              |
| 1908-1911              | Horace Armitage (entraîneur/joueur)        | Angleterre           |
| 1911-1914              | Emin Bülent Serdaroğlu (entraîneur/joueur) | Turquie              |
| 1915-1915              | Sadi Bey                                   | Turquie              |
| 1916-1917              | Ali Sami Yen                               | Turquie              |
| 1919-1921              | Necip Şahin (entraîneur/joueur)            | Turquie              |
| 1922-1923              | Adil Giray (entraîneur/joueur)             | Turquie              |
| 1924-1928              | Billy Hunter                               | Écosse               |
| 1929-1929              | Nihat Bekdik (entraîneur/joueur)           | Turquie              |
| 1930-1931              | Jules Limbeck                              | / Royaume de Hongrie |
| 1931-1932              | Fred Pagnam                                | Angleterre           |
| 1933-1936              | Syd Puddefoot                              | Angleterre           |
| 1937-1937              | Hans Baar                                  | Autriche             |
| 1938-1938              | Peter Szabó                                | Royaume de Hongrie   |
| 1938-1939              | Peter Tandler                              | Autriche             |
| 1939-1939              | Hayman                                     | Angleterre           |
| 1939-1940              | Ceslav Zaharczuk                           | Pologne              |
| 1941-1945              | John Begget                                | Angleterre           |
| 1945-1946              | Miço Dimitriyadis                          | Turquie              |
| 1947-1947              | Josef Szweng                               | Hongrie              |
| 1947-1949              | Pat Molloy                                 | Angleterre           |
| 1950-1952              | Donald Lockhead                            | Angleterre           |
| 1952-1953              | Gündüz Kılıç                               | Turquie              |
| 1953-1954              | László Székely                             | Hongrie              |
| 1954-1957              | Gündüz Kılıç                               | Turquie              |
| 1957-1958              | George Dick                                | Angleterre           |
| 1959-1961              | Leandro Remondini                          | Italie               |
| 1961-1963              | Gündüz Kılıç / Coşkun Özarı                | Turquie              |
| 1964-1967              | Gündüz Kılıç                               | Turquie              |
| 1967-1968              | Eşfak Aykaç / Bülent Eken                  | Turquie              |
| 1968-1970              | Tomislav Kaleperović                       | Yougoslavie          |
| 1970-1971              | Coşkun Özarı                               | Turquie              |
| 1971-1974              | Brian Birch                                | Angleterre           |
| 1974-1975              | Jack Mansell                               | Angleterre           |
| 1975-1976              | Don Howe                                   | Angleterre           |
| 1976-1977              | Malcolm Allison                            | Angleterre           |
| 1977-1978              | Fethi Demircan                             | Turquie              |
| 1978-1979              | Coşkun Özarı                               | Turquie              |
| 1979-1980              | Turgay Şeren                               | Turquie              |
| 1980-1982              | Brian Birch                                | Angleterre           |
| 1982-1983              | Özkan Sümer                                | Turquie              |
| 1983-1984              | Tomislav Ivić                              | Yougoslavie          |
| 1984-1987              | Jupp Derwall                               | Allemagne de l'Ouest |
| 1987-1989              | Mustafa Denizli                            | Turquie              |
| 1989-1990              | Siegfried Held                             | Allemagne de l'Ouest |
| 1990-1992              | Mustafa Denizli                            | Turquie              |
| 1992-1993              | Karl-Heinz Feldkamp                        | Allemagne            |
| 1993-1994              | Reiner Hollmann                            | Allemagne            |
| 1994-1995              | Reinhard Saftig                            | Allemagne            |
| 1995-1996              | Graeme Souness                             | Écosse               |
| 1996-2000              | Fatih Terim                                | Turquie              |
| 2000-2002              | Mircea Lucescu                             | Roumanie             |
| 2002-2004              | Fatih Terim                                | Turquie              |
| 2004-2005              | Gheorghe Hagi                              | Roumanie             |
| 2005-2007              | Eric Gerets                                | Belgique             |
| 2007-2008              | Karl-Heinz Feldkamp                        | Allemagne            |
| 2008-2008              | Cevat Güler                                | Turquie              |
| 2008-février 2009      | Michael Skibbe                             | Allemagne            |
| février 2009-juin 2009 | Bülent Korkmaz                             | Turquie              |
| juin 2009-octobre 2010 | Frank Rijkaard                             | Pays-Bas             |
| octobre 2010-mars 2011 | Gheorghe Hagi                              | Roumanie             |
| mars 2011-2011         | Bülent Ünder (intérim)                     | Turquie              |
| 2011-septembre 2013    | Fatih Terim                                | Turquie              |
| septembre 2013-2014    | Roberto Mancini                            | Italie               |
| 2014-nov. 2014         | Cesare Prandelli                           | Italie               |
| déc. 2014-nov. 2015    | Hamza Hamzaoğlu                            | Turquie              |
| nov. 2015-fév. 2016    | Mustafa Denizli                            | Turquie              |
| fév. 2016-mars 2016    | Orhan Atık (intérim)                       | Turquie              |
| mars 2016-fév. 2017    | Jan Olde Riekerink                         | Pays-Bas             |
| fév. 2017-déc. 2017    | Igor Tudor                                 | Croatie              |
| déc. 2017-jan. 2022    | Fatih Terim                                | Turquie              |
| jan. 2022-juin 2022    | Domènec Torrent                            | Espagne              |
| depuis juin 2022 2022  | Okan Buruk                                 | Turquie              |

### Les présidents
| Date               | Nom                       |
| ------------------ | ------------------------- |
| 1905-1918          | Ali Sami Yen              |
| 1918-1922          | Refik Cevdet Kalpakçıoğlu |
| 1922-1924          | Yusuf Ziya Öniş           |
| 1925               | Ali Haydar Şekip          |
| 1925               | Ali Sami Yen              |
| 1926-1927          | Ahmet Robenson            |
| 1927-1928          | Adnan İbrahim Pirioğlu    |
| 1928-1929          | Necmettin Sadak           |
| 1929-1930          | Abidin Daver              |
| 1930-1931          | Ahmet Kara                |
| 1931-1932          | Tahir Kevkep              |
| 1932-1933          | Ali Haydar Barşal         |
| 1933-              | Ahmet Kara                |
| 1933-              | Fethi İsfendiyaroğlu      |
| 1933-1934          | Ali Haydar Barşal         |
| 1935               | -                         |
| 1936-1937          | Saim Gögen                |
| 1937-1939          | Sedat Ziya Kantoğlu       |
| 1939               | Nizan Nuri                |
| 1939               | Adnan Akıska              |
| 1940-1942          | Tevfik Ali Çınar          |
| 1942-1943          | Osman Dardağan            |
| 1944-1946          | Muslihittin Peykoğlu      |
| 1946-1950          | Suphi Batur               |
| 1950-1952          | Yusuf Ziya Öniş           |
| 1953-1954          | Ulvi Yenal                |
| 1954-1956          | Refik Selimoğlu           |
| 1957-1959          | Sadık Giz                 |
| 1960-1962          | Refik Selimoğlu           |
| 1962-1964          | Ulvi Yenal                |
| 1965-1968          | Suphi Batur               |
| 1969-1973          | Selahattin Beyazıt        |
| 1973-1975          | Mustafa Pekin             |
| 1975-1979          | Selahattin Beyazıt        |
| 1979-1986          | Ali Uras                  |
| 1986-1990          | Ali Tanrıyar              |
| 1990-1996          | Alp Yalman                |
| 1996-2001          | Faruk Süren               |
| 2001-2002          | Mehmet Cansun             |
| 2002-2008          | Özhan Canaydın            |
| 2008-2011          | Adnan Polat               |
| 2011-2014          | Ünal Aysal                |
| 2014-2015          | Duygun Yarsuvat           |
| 2015-2018          | Dursun Aydın Özbek        |
| janvier-mai 2018   | Mustafa Cengiz            |
| mai 2018-juin 2021 | Mustafa Cengiz            |
| juin 2021-         | Burak Elmas               |

## Les sponsors sur le maillot du club
| Période   | Équipementier | Sponsor maillot          |
| --------- | ------------- | ------------------------ |
| 1977–1978 | Galatasaray   | Volvo / PeReJa           |
| 1978–1979 | Galatasaray   | Galatasaray              |
| 1979–1982 | Galatasaray   | Telefunken               |
| 1982–1983 | Galatasaray   | MEBan                    |
| 1983–1985 | Galatasaray   | Telefunken               |
| 1985–1986 | Adidas        | Denizcilik Bankası       |
| 1986–1991 | Adidas        | TürkBank                 |
| 1991–1992 | Umbro         | Adécembre Saat / Show TV |
| 1992–1995 | Umbro         | Show TV                  |
| 1995–1997 | Adidas        | VakıfBank                |
| 1997–1998 | Adidas        | Bank Ekspres             |
| 1998–2000 | Adidas        | Marshall                 |
| 2000–2001 | Adidas        | Telsim                   |
| 2001–2002 | Lotto         | Aria                     |
| 2002–2004 | Umbro         | Aria                     |
| 2004–2005 | Umbro         | Avea                     |
| 2005–2009 | Adidas        | Avea                     |
| 2009–2011 | Adidas        | Türk Telekom             |
| 2011–2016 | Nike          | Türk Telekom             |
| 2016–2020 | Nike          | Nef                      |
| 2020-     | Nike          | Sixt                     |

| - Sixt (sponsor principal) - Nike (équipementier) - Garenta - Coca-Cola - Turkish Airlines - Medical Park - Denizbank - Odeabank - HDI-Gerling - Hummel - Yandex - Olimp Sport Nutrition - Perform Group - Passolig - Diversey - Objectifs de développement durable - Programme des Nations unies pour le développement |